# Amadi Tamba Camara
Pour les articles homonymes, voir Camara.
Amadi Tamba Camara est un juriste et magistrat malien né en 1947 à Baala et décédé le 18 juin 2020. Il préside la Cour constitutionnelle du Mali.
Magistrat de formation, il a exercé les fonctions de juge de paix, conseiller technique à la Présidence de la République, chef de Cabinet au ministère des Finances et du Commerce, directeur national de l'Administration de la justice, chef de Cabinet au ministère de la Justice et d'Inspecteur en chef-adjoint à l'Inspection des services judiciaires.
Désigné par le président Amadou Toumani Touré pour siéger à la Cour constitutionnelle du Mali, il en est élu président le 15 mars 2008.